# Ондре Тсцосил (Долина Аосте)
Ондре Тсцосил је насеље у Италији у округу Долина Аосте, региону Долина Аосте.
Према процени из 2011. у насељу је живело 26 становника. Насеље се налази на надморској висини од 1283 м.